# Джілл Тартер
Корнелл Джілл Тартер (нар. 16 січня 1944) — американська астрономка, найбільш відома роботами з пошуку позаземних цивілізацій (SETI). Керувала Центром пошуку позаземного розуму (проєкт «Фенікс») і завідувала кафедрою SETI Бернарда М. Олівера в Інституту SETI.

## Ранні роки
Виросла в штаті Нью-Йорк; закінчила середню школу Істчестер в 1961 році. Великий вплив на вибір професії вплинув батько.
Отримала ступінь бакалавра в галузі прикладної фізики в Корнельському університеті; була єдиною жінкою на курсі. Інтерес до астрономії виник під час навчання в магістратурі та докторантурі в університеті Каліфорнії в Берклі. . У своїй докторській дисертації ввела в обіг термін «коричневий карлик» для позначення малих по масі зоряних об'єктів, що мають нестабільний характер реакції синтезу водню.

## Кар'єра в астрономії

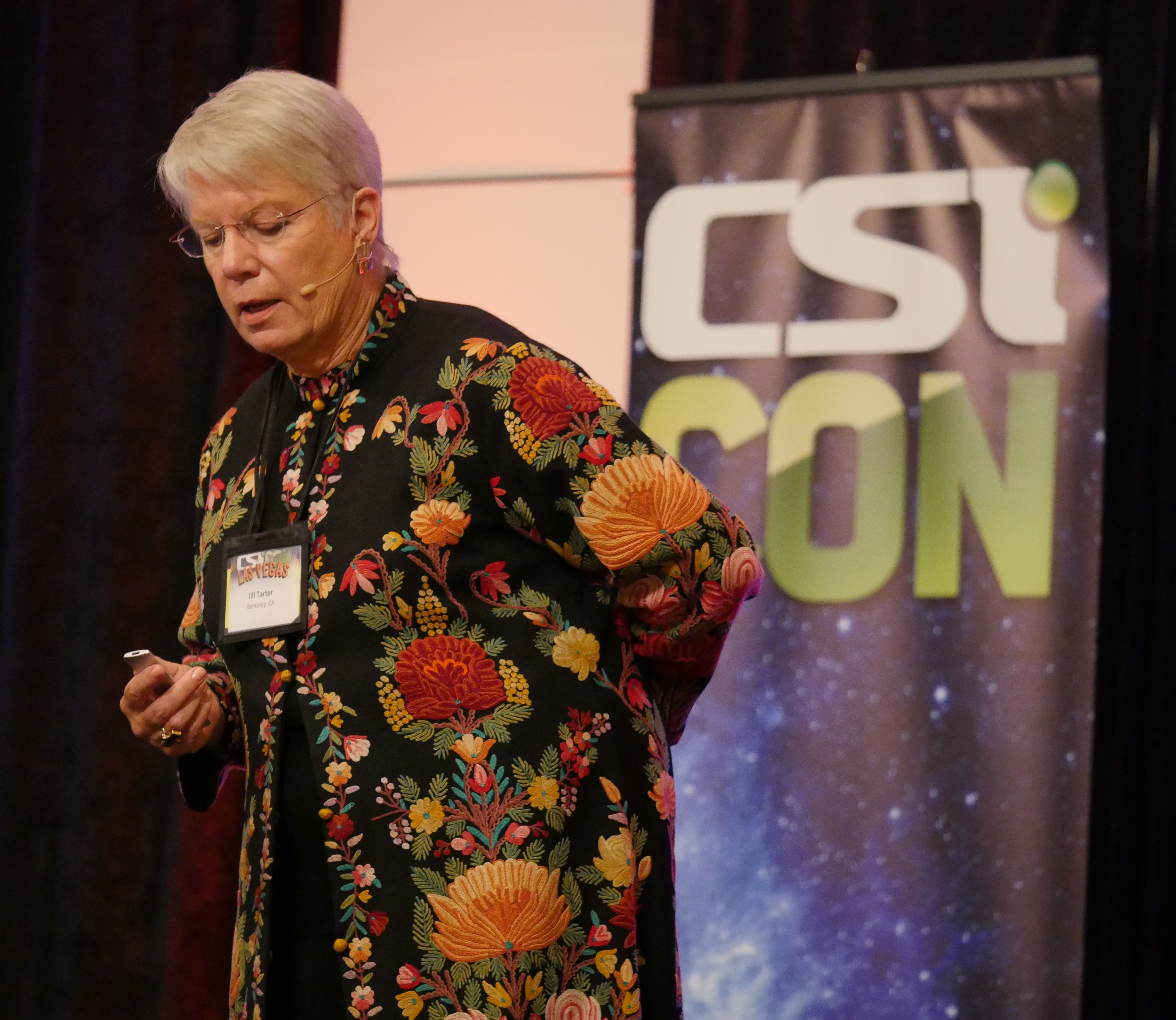
«Життя Поза Землею» CSICon 2016

Тартер працювала на ряді великих наукових проєктів, як правило, пов'язаних з пошуком позаземного життя. Ще аспіранткою вона познайомилася з проєктом «Циклоп». Професор Стюарт Бауер дав їй прочитати звіт, коли дізнався, що Тартер може програмувати комп'ютер PDP-8, який був подарований проєкту Джеком Велчем і встановлений в
радіо-обсерваторії Хет-Крик. Надалі Тартер працювала з Бауером над проєктом SERENDIP з пошуку позаземних цивілізацій методами радіо-астрономії. У 1992 і 1993 роках була штатним науковим співробітником на проєкті НАСА High Resolution Microwave Survey[en] (HRMS); пізніше була призначена директором проєкту «Фенікс» (продовження HRMS) в структурі Інституту SETI. У 2002 році спільно з Маргарет Тернбулл запропонувала проєкт HabCat — один з основних компонентів проєкту «Фенікс». У загальній складності Тартер віддала пошуків позаземного життя понад 35 років до того, як в 2012 році вона оголосила про свій вихід на пенсію.

## В мас-культурі
Наукова робота Тартер отримала відображення в романі Карла Сагана «Контакт». У фільмі-екранізації роману Тартер була прототипом головної героїні Еллі Ерроувей у виконанні Джоді Фостер. До і під час зйомок фільму Тартер кілька місяців спілкувалася з актрисою, в результаті чого роль Еллі Ерроувей була заснована на роботах Тартер.

## Полеміка з Гокінгом
Напередодні конференції SETIcon (2012) Тартер вступила в полеміку з відомим астрофізиком Стівеном Гокінгом. Він вважав, що слід уникати активних спроб контакту з позаземними цивілізаціями, оскільки такі спроби несуть, на думку Гокінга, загрозу вторгнення інопланетян. Тартер ж дотримувалася тієї думки, що позаземна цивілізація, здатна подолати величезні міжзоряні відстані, виявиться настільки розвиненою, що не буде мати схильності до насильства:
Часто образи прибульців в фантастиці говорять більше про нас, ніж про прибульців …. При всій повазі, я дозволю собі не погодитися з сером Стівеном Гокінгом в тому, що інопланетне життя може спробувати завоювати або колонізувати Землю. Якщо інопланетяни зможуть коли-небудь відвідати Землю, це буде означати, що вони будуть мати технології досить розвинені для того, щоб їм не були потрібні раби, їжа або інші планети. Найбільш ймовірно, що їх метою буде просто вивчення [Землі]. Крім того, з огляду на вік Всесвіту, ми, ймовірно, не будем їх першим контактом. Такі фільми, як «Люди в чорному III» «Прометей» і «Морський бій» — це відмінна розвага і відображення наших власних страхів, але вважати їх прогнозом зустрічей з прибульцями не можна.
Оригінальний текст (англ.)
: “Often the aliens of science fiction say more about us than they do about themselves.... While Sir Stephen Hawking warned that alien life might try to conquer or colonize Earth, I respectfully disagree. If aliens were able to visit Earth that would mean they would have technological capabilities sophisticated enough not to need slaves, food, or other planets. If aliens were to come here it would be simply to explore. Considering the age of the Universe, we probably wouldn’t be their first extraterrestrial encounter, either. We should look at movies like ‘Men in Black III,’ ‘Prometheus’ and ‘Battleship’ as great entertainment and metaphors for our own fears, but we should not consider them harbingers of alien visitation.